# Il richiamo dell'angelo
Il richiamo dell'angelo è un romanzo del 2012 di Guillaume Musso, pubblicato in Italia dalla Sperling & Kupfer.